# Ormetica zenzeroides
Ormetica zenzeroides är en fjärilsart som beskrevs av Butler 1877. Ormetica zenzeroides ingår i släktet Ormetica och familjen björnspinnare. Inga underarter finns listade i Catalogue of Life.